# フォモール族

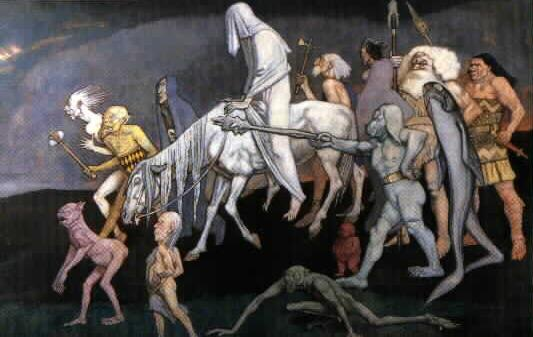
「フォモール族」 (ジョン・ダンカン、1912)

フォモール族（フォモールぞく、英語: Fomorians）、またはフォヴォーラ（古アイルランド語: Fomóire、現代アイルランド語: Fomhóraigh / Fomóraigh）は、アイルランド神話に登場する超自然的な民族である。友好的でない怪物のような存在であるとされることが多い。もともとは海の底ないし地の底から来たとされた。後世には、海賊や巨人のようにも描かれた。最初にアイルランドに定住した民族の敵であり、アイルランド神話におけるもう一つの超自然的民族であるダヌ神族に対抗する勢力である。マグ・トゥレドの戦いで、フォヴォーラはダヌ神族に敗北する。この二者の闘争関係は、インド・ヨーロッパ語族の神話に見られる神々の戦い（北欧神話のアース神族とヴァン神族、ギリシア神話のオリュンポス十二神と巨人族など）と結び付けられてきた。
一説では、フォヴォーラは荒々しい破壊的力の表象であり、混沌や闇、死、疫病、旱魃を擬人化したものであるとされる。

## 名称
フォヴォーラ（Fomóire）は、古アイルランド語Fomóir（フォヴォール）の複数形である。中期アイルランド語ではFomórach（単数）/Fomóraiġ（複数）ともいい、現代アイルランド語の正書法ではFomhórach（単数）/Fomhóraigh, Fomóraigh（複数）と綴る。『ブレナッハの書』には、ラテン語化された語形Muiridiの記述がある。英語では、これらゲール語に基づくFomori、Fomorsのほか、英語化された最も一般な語形としてFomoriansがあり、日本語ではこれに基づいてフォモール族と書くことがある。
語源には諸説ある。語頭については、「～の下、下方、底」といった意味の古アイルランド語foであるというのが定説だが、後半の意味がはっきりしない。一つの仮説として、「海」を意味するmurに由来し、「海の下のもの」を意味する名称であるとするものがある。この説は、中世の著述家の解釈によるものである。もう一つの説は、「大きい」を意味するmórに由来するというもので、その場合「大きな地下のもの」「地下の巨人」という名称であるということになる。第三の説は、英語の雅語mareと同根で、モリガン（Morrígan）の名の中に見られる、「悪鬼・幻」を意味する仮説上の古アイルランド語であるというものである。この説は有力とされており、フォヴォーラは「地下の悪鬼」という意味となる。マリー=ルイーズ・シェーステッドは、この説を発展させ、「低位の、ないし隠れた悪鬼」を意味するものとし、すなわちフォヴォーラは「宇宙的秩序にいずれ敵対する混沌の力」のようなものであると解釈した。ジョン・T・コックは、タルテッソス語のomuŕikとの関係を指摘している。

## 描写
もともとフォヴォーラは、水中や地下に住まう悪霊とみなされていたようである。彼らが言及される最初期の例である、およそ7世紀頃のメス=デルモン王への哀歌では、「人の世界の下に」住まうと書かれている。後世には、海賊のようにも描かれた。これは当時ヴァイキングがアイルランド沿岸を襲ったことに影響されたものである。
フォヴォーラは怪物のように描かれることがある。11世紀のテクスト『赤牛の書』には、人の体に山羊の頭を持つやら、隻眼・隻腕・隻脚やらであったとある。しかし、ダヌ神族との混血であるエラサやその息子ブレスなどは、浅黒くも美しい姿で描かれた。
フォヴォーラは、最初にアイルランドに定住した人々や超自然の民族ダヌ神族の敵であり、これらと対置される。しかし、フォヴォーラとダヌ神族は部分的に重なるとする資料もある。例えばテトラと呼ばれる人物は、両族を統べるよう指名されている。
先述の通り、ダヌ神族とフォヴォーラの対立は、北欧神話ではアース神族とヴァン神族、ギリシア神話ではオリュンポス十二神と巨人族、ヴェーダではデーヴァとアスラといった、インド・ヨーロッパ語族の他の神話に見られる神々の戦いに比されてきた。ドーヒー・オ・ホーガンは、ダヌ神族がフォヴォーラから農業の知識を得る下りは、負けた方が大地の豊穣を象徴する点で北欧神話やヴェーダと類似していると指摘している。

## 神話での記述

### 神話物語群
中世の神話では、大洪水の後にパルサローンとその民が初めてアイルランドを征服したとあるが、一方でフォヴォーラがすでにそこにいたともしている。ジェフリー・キーティングは、キホル・グリケンホス率いるフォヴォーラは魚と家禽を糧とし、農耕牧畜を持ち込んだパルサローン来寇の200年前に来たとする伝承を記録している。パルサローンはマグ・イサの戦いでキホルを破ったものの、疫病で全滅した。
次に来たのはネヴェズとその民である。パルサローン滅亡から30年の間アイルランドは無人であったとされるが、到着したネヴェズはフォヴォーラと邂逅する。キーティングはここでもう一つの伝承を引いており、フォヴォーラはノアの子ハムの子孫で、中東から海を渡ってきたのだという。ネヴェズは幾度かの戦いでフォヴォーラを破り、王であるガンとセンガンを殺したが、新たな指導者としてコナンとモルクの2人が立った。ドニゴールはトーリー島にあるコナンの塔に住むコナンはフェイヴァルの子であり、モルクはデラの子である（フィル・ヴォルグの初代もまたデラの子らであるといわれる）。
ネヴェズが死ぬと、コナンとモルクはネヴェズの民を奴隷にして、生まれる子供の3分の2、取れた小麦の3分の2、育てた牛の3分の2という重い年貢を課した。ネヴェズの子フェルグス・レスジェルグは、6万の軍勢を集めて蜂起し、コナンの塔を破壊したが、モルクも大艦隊で攻撃し、双方に多大な死者が出た。生き残ったものも、荒れ狂う海に飲み込まれて溺死し、残った1隻の船に乗ったほんの30人のネヴェズの民は世界に散り散りとなった。
次にアイルランドを征服したのはフィル・ヴォルグだが、フォヴォーラには遭遇しなかった。
その次がゲール人のアイルランドの神であるとされるダヌ神族である。第一次マグ・トゥレドの戦いでフィル・ヴォルグを破り、アイルランドを手中に収めた。王であったヌアザは、戦いで腕を失い不具となったため、アイルランドにおける最初の王はフォヴォーラとの混血であるブレスとなった。ブレスは、ある夜フォヴォーラの王子エラサが、銀の船でダヌ神族のエリウのもとを訪れた際に生まれた。しかし、ブレスはダヌ神族に圧政を敷き、奴隷労働とフォヴォーラへの貢納を強いたため、無道の王であることが明らかになる。果ては王が持つ礼遇の義務を欠くに至り、指弾されたブレスは権威を喪失する。銀の義手を得たヌアザが復位するも、フォヴォーラの支配は続いた。
逃走したブレスは父エラサのもとに向かい、復位への助力を依頼する。エラサは、正当な手段で維持できなかったものを不当な形で得ようとすべきでないとして拒絶する。ブレスは、トーリー島に住む好戦的な首長バロールのもとを訪れ、兵を挙げる。
ダヌ神族もまた戦に備えていた。戦争を指揮したのはもう一人のフォヴォーラとの混血であったルグである。ルグは、ダヌ神族のキアンを父とし、バロールの娘エスニウを母とする。初期のテクストでは、これは王朝間の婚姻として描かれるが、ギリシア神話のペルセウスの物語の残滓を感じる洗練された物語の民話もある。バロールは、自身の孫に殺されるという予言を受けており、エスニウが男と触れ合うことのないようガラスの塔に閉じ込めていた。しかしバロールがキアンの魔法の牛を盗むと、キアンは報復として、ビローグという老いた女ドルイドの助けを得て塔に忍び込み、エスニウを誘惑した。エスニウは三つ子を生むが、バロールは水死させるよう命令する。2人は死ぬ（あるいはアザラシに変えられる）が、ビローグは最後の1人であるルグを救い、マナナンとタルティアに預ける。成長したルグは、あらゆる技芸に熟達して、ヌアザの宮廷への昇殿を許され、軍の指揮権を与えられる。
第二次マグ・トゥレドの戦いは、バロール率いるフォヴォーラとルグ率いるダヌ神族の間の戦いである。二軍が戦場で相見えたとき、精強なフォヴォーラの側面を突くことは、崖に頭をぶつけるようなもの、蛇の巣に手を突っ込むようなもの、火に顔を向けるようなものだと語られる。バロールは、見たものすべてを殺す恐るべき魔眼の力でヌアザを殺す。祖父と対峙したルグは、バロールが目を開けた瞬間に投石で貫き、背後にいたフォヴォーラの軍勢に大損害をもたらす。バロールが死んで敗走したフォヴォーラは海の下へと逃走した。
ネンニウスの『ブリトン人の歴史』のアイルランド語版では、フォヴォーラはダヌ神族によって海の近くの塔に放逐された船乗りたちであるとされる。フェルグス・マク・ロイヒに率いられたネヴェズの子孫、すなわちアイルランド人は、1隻の船を残してフォヴォーラを残らず海へと突き落とした。

### アルスター物語群
アルスター物語群にもフォヴォーラに関する言及がある。大英博物館所蔵のエガトン写本106番には、『クー・フランの鍛錬』という中世のアイルランド語の物語のリチャード・ティッパーによる写しが含まれており、そこにフォヴォーラが登場する。

## 人名
- イニェフ[25]
- バロール
- ブレス
- ケスラン
- キホル・グリケンホス
- コナン
- エラサ
- エスニウ
- テトラ
- マナナン・マクリル（※彼の偽名のひとつGilla Decairが、別の物語中で自称している）[26][注 2]
- トゥーリ・トルトブレフ（Tuiri Tortbuillech）
- ゴル
- イルゴル
- ロスケン＝ロム（Loscenn-lomm）
- オクトリラハ
- オムナとバグナ
- レガン[27][28]

### 系図
『グレンダロッホの書』の系図集には、ブレスからノアの父レメクに遡る全27代のフォヴォーラの系図が掲載されている。
Bress m. Elathan m. Delbáeth m. Deirgthind m. Ochtaich m. Sithchind m. Molaich m. Lárgluind m. Ciarraill m. Fóesaim m. Meircill m. Leccduib m. Iachtaich m. Libuirnn m. Lathairn m. Soairtt m. Sibuirt m. Siuccat m. Stairnn m. Saltait m. Cair m. h-Iphit m. Philist m. Fuith m. Caim m. Nóe m. Laméch